# フレズノ郡 (カリフォルニア州)

カリフォルニア州内の位置

フレズノ郡（Fresno County）は、アメリカ合衆国カリフォルニア州の郡である。人口は100万8654人（2020年）。郡庁所在地はフレズノである。セントラルバレーに位置している。

## 歴史
フレズノ郡はマリポサ郡、マーセド郡及びトゥーレアリ郡各郡の一部より、1856年に設立された。フレズノ郡の区域の一部は1861年にモノ郡へ及び1893年にマデラ郡へ譲渡された。
この郡はフレズノクリークの名を取って命名された。スペイン語のフレズノはトネリコ属という意味である。

## 地理
アメリカ合衆国統計局によると、この郡は総面積15,585 km2 (6,017 mi2) である。このうち15,443 km2 (5,963 mi2) が陸地で142 km2 (55 mi2) が水域である。総面積の0.91%が水域となっている。
この郡はサンワーキン川から水道水を得ている。

## 人口動静
2000年国勢調査によれば、この郡は人口799,407人、252,940世帯、及び186,669家族が暮らしている。人口密度は52/km2 (134/mi2) である。18/km2 (45/mi2) の平均的な密度に270,767軒の住居が建っている。この郡の人種的構成は白人54.30%、アフリカン・アメリカン5.30%、先住民1.60%、アジア8.05%、太平洋諸島系0.13%、その他の人種25.90%、及び混血4.73%である。人口の43.99%がヒスパニックまたはラテン系である。
この郡内の住民は32.10%が18歳未満の未成年、18歳以上24歳以下が11.10%、25歳以上44歳以下が28.50%、45歳以上64歳以下が18.50%、及び65歳以上が9.90%にわたっている。中央値年齢は30歳である。女性100人ごとに対して男性は100.40人である。18歳以上の女性100人ごとに対して男性は98.20人である。
この郡の世帯ごとの平均的な収入は34,725米ドルであり、家族ごとの平均的な収入は38,455米ドルである。男性は33,375米ドルに対して女性は26,501米ドルの平均的な収入がある。この郡の一人当たりの収入 (per capita income) は15,495米ドルである。人口の22.90%及び家族の17.60%は貧困線以下である。全人口のうち18歳未満の31.70%及び65歳以上の9.90%は貧困線以下の生活を送っている。

## 都市及び町
- Auberry
- Biola
- ビッグクリーク
- Bowles
- Cantua Creek
- Caruthers
- クローヴィス
- Coalinga
- Del Rey
- Easton
- Firebaugh
- Fowler
- フレズノ（郡庁所在地）
- Friant
- Huron
- Kerman
- Kingsburg
- Lanare
- Laton
- Mendota
- Orange Cove
- Parlier
- Raisin City
- Reedley
- Riverdale
- San Joaquin
- Sanger
- Selma
- Shaver Lake
- Squaw Valley
- Tollhouse
- Tranquillity